# Сузаев, Залман
Залман Сузаев (ивр. זלמן סוזאיב‎; 14 февраля 1911, Рига — 25 февраля 1981, Израиль) — израильский бизнесмен и политический деятель, депутат кнессета 2-го и 3-го созывов от партии «Общих сионистов», заместитель министра торговли и промышленности (1953—1955).

## Биография
Родился 11 февраля 1911 года в Риге, Лифляндская губерния (ныне Латвия), в семье Элиягу Сузаева и его жены Мирьям. Окончил Рижский университет, где был лидером студенческой сионистской организации «Брит Хашмонаим».
В 1935 году репатриировался в Подмандатную Палестину. Занимался бизнесом, был совладельцем завода по производству картона, импортом товаров. В 1949—1950 возглавлял Ассоциацию импортеров и оптовых торговцев Израиля, в 1950—1952 годах возглавлял Торговую палату Тель-Авив-Яффо.
Был членом правления партии «Общих сионистов». В 1951 году избран депутатом кнессета 2-го созыва, а в 1955 году избран депутатом кнессета 3-го созыва. Работал в финансовой комиссии кнессета. В четвертом и пятом правительствах Израиля занимал пост заместителя министра торговли и промышленности (министр Перец Бернштейн).
В 1965—1969 годах возглавлял Ассоциацию промышленников Израиля. В 1975—1977 годах был председателем совета директоров компании «Раско».
Умер 25 февраля 1981 года.